# Washington (Arkansas)
Washington è una città degli Stati Uniti d'America situata nello Stato dell'Arkansas, nella Contea di Hempstead.